# Parafia św. Apostołów Szymona i Judy Tadeusza w Starej Rawie
Parafia Świętych Apostołów Szymona i Judy Tadeusza w Starej Rawie – rzymskokatolicka parafia należąca do dekanatu Skierniewice – Najświętszego Serca Pana Jezusa diecezji łowickiej. Erygowana w XIII wieku. Duszpasterstwo w niej prowadzą księża diecezjalni.